# Vidinge
Vidinge kan även syfta på f.d. Vidinge kontrakt i Växjö stift.

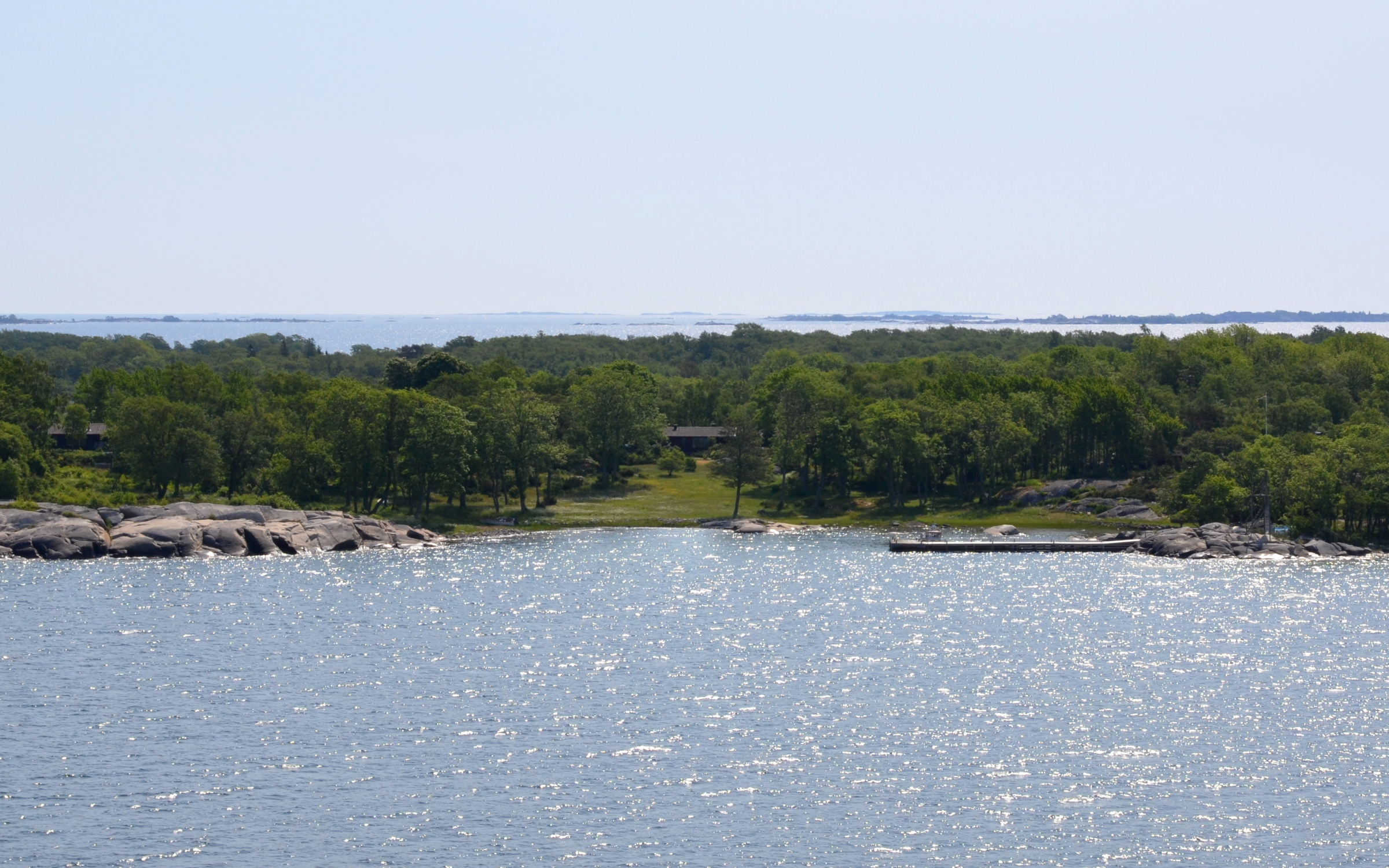
Vidinge

Vidinge är en ö i Stockholms norra skärgård, i Norrtälje kommun. Ön är cirka två kilometer lång och ligger fyra sjömil norr om Rödlöga. Vidinge är också namnet på ögruppen med de intilliggande öarna. Ön är låglänt och domineras av den grunda lagunen Storfladen med dess strandängar. Storfladen står i förbindelse med Östersjön i norr och söder via grävda och muddrade kanaler. Över den södra kanalen går en spång som förbinder västra och östra Vidinge.
Vidinge saknar idag fast befolkning, men i äldre tid fanns här upp till 13 gårdar, 1873-1875 bodde 78 personer på ön. Under 1900-talets början avfolkades dock ön och sedan 1941 finns endast sommarboende på ön. Bland kända sommargäster märks John Bauer som bodde på Östergården på Vidinge 1906 och Nils Tirén som bodde i samma gård 1925.

## Naturreservat
Delar av östra Vidinge, delar av Österöran samt några mindre, intilliggande holmar ingår i Vidinge naturreservat. Öarna har en typisk utskärgårdsnatur med hällmarker och låg vegetation som ljung, krypen och kråkbär. I skyddade skrevor växer tät lövskog av al, rönn och ask.

## Vidingeolyckan
Natten 2-3 mars 1888 gick sju ungdomar från Vidinge på väg hem från ett bönemöte på Sundskär vilse i en snöstorm och frös ihjäl på Ådskärsfjärdens is.